# Wohnhaus Straße des Friedens 48

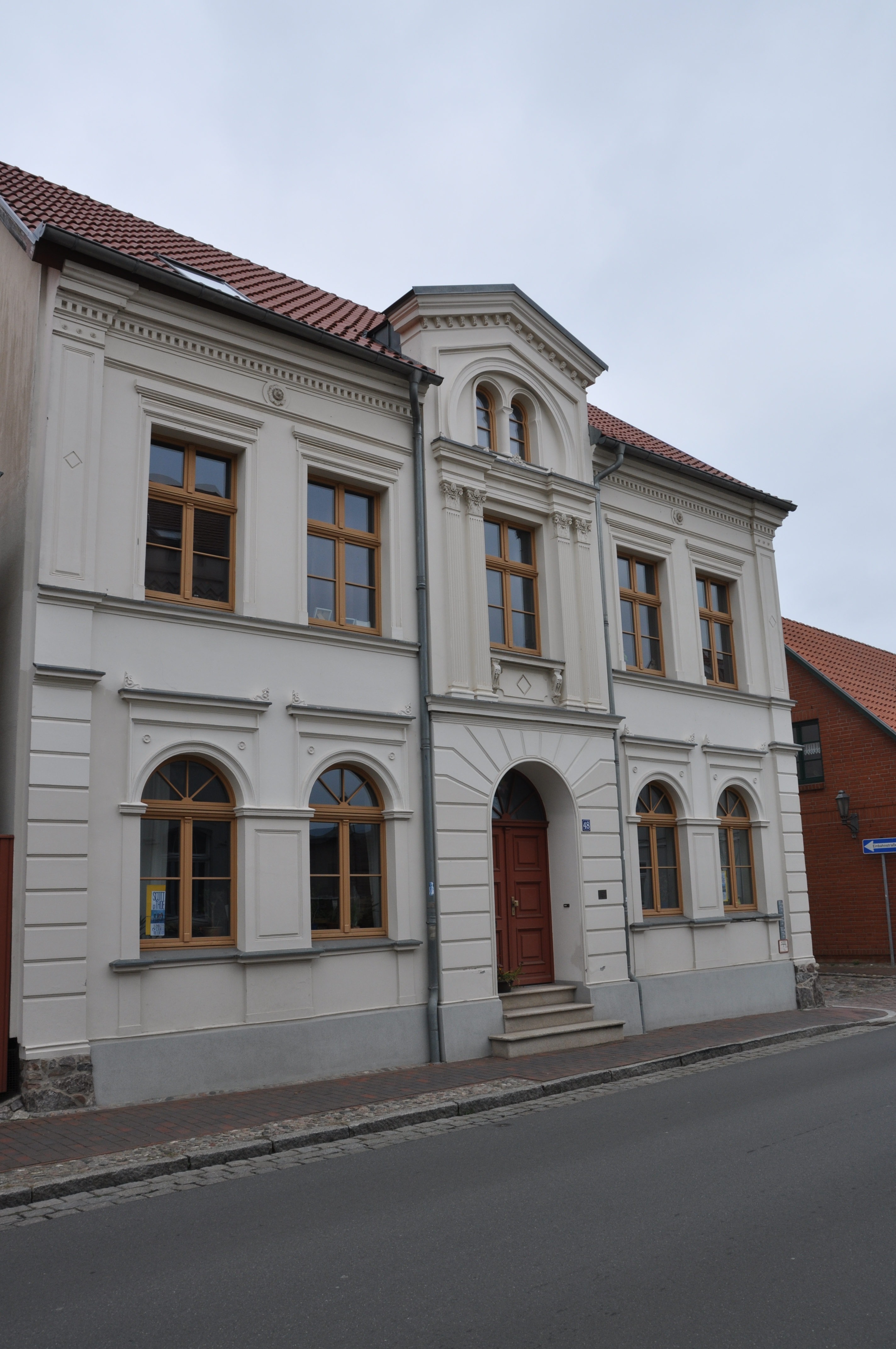
Straße des Friedens 48

Das Wohnhaus Straße des Friedens 48 in Röbel/Müritz stammt von 1875.
Das Gebäude steht unter Denkmalschutz.

## Geschichte
Die Kleinstadt Röbel hat 4998 Einwohner (2019). Der langgestreckte Ort hat bemerkenswert viele erhaltene, zumeist zweigeschossige Fachwerkhäuser und auffällig viele, durch denkmalpflegerischen Befund festgestellte, farbige Fassaden. Später kamen Häuser hinzu, die zur Straße gemauerte aufwendigere Fassaden hatten und dahinter oft viel bescheidener konstruiert waren.
Das zweigeschossige, traufständige, historisierende, verputzte Haus von 1875 mit einem dreigeschossigen Mittelrisalit hat spätklassizistische Fassadenelemente, wie die vier Pilaster mit korinthischen Kapitellen. Hinter der aufwendigen Fassade, geschmückt mit Kranzgesims, Eck-Akroterien, Rosetten und Konsolen, verbarg sich – wie so oft bei Bauten aus dem 19. Jahrhundert – ein nur einfacher Baukörper. Schwerwiegende Bauschäden waren 1991 zu verzeichnen. Das Haus wurde im Rahmen der Städtebauförderung Ende der 1990er Jahre untersucht und danach saniert.